# Kunstanstalten May

Geschichtlicher Überblick über die zur KAMAG fusionierten Unternehmen

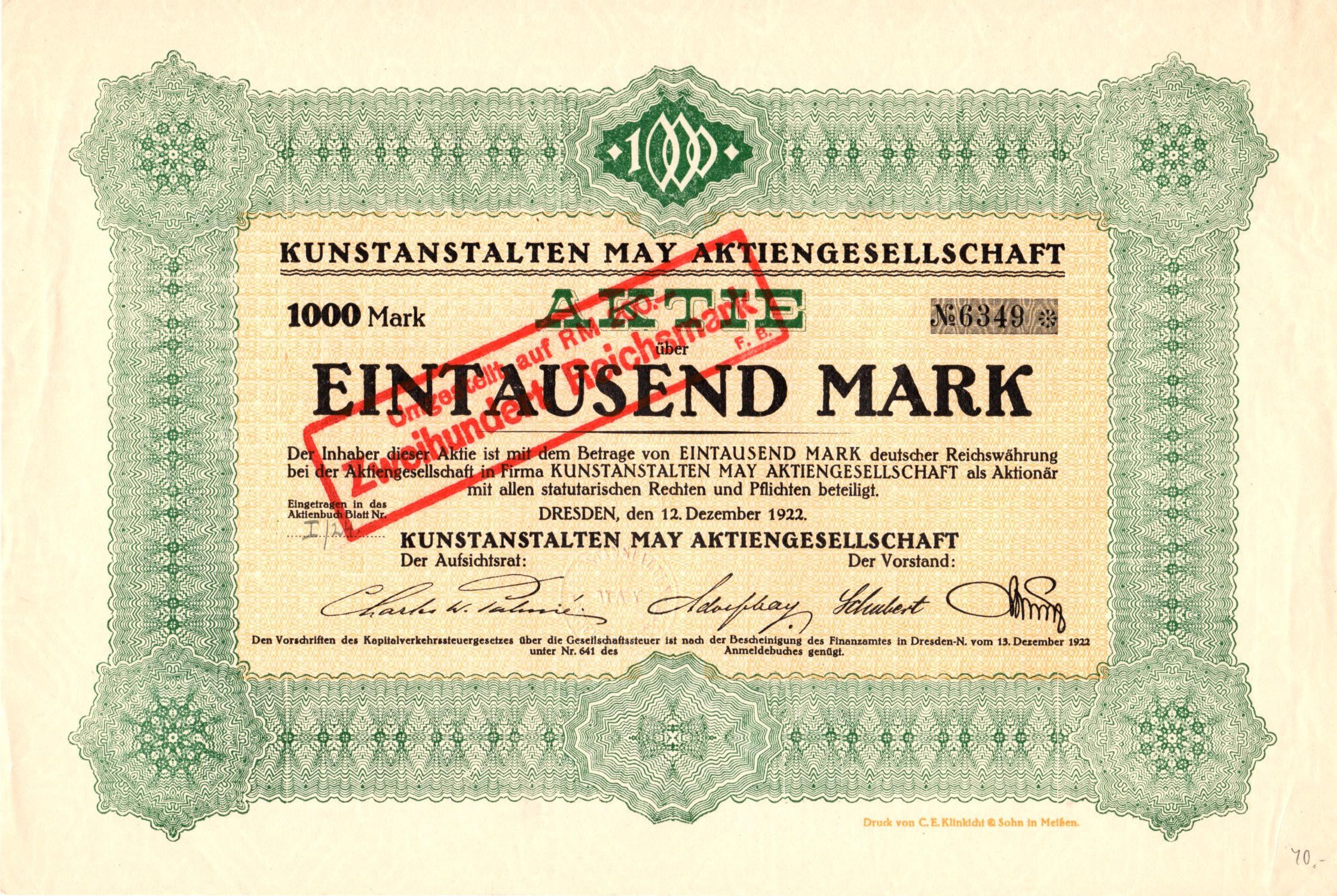
Aktie über 1000 Mark der Kunstanstalten May AG vom 12. Dezember 1922

Die Kunstanstalten May AG (KAMAG) ist ein heute in Aschaffenburg ansässiger Kunstverlag. Die 1914 in Dresden aus dem Zusammenschluss der 1882 von Adolf May gegründeten Dresdner Kunstanstalten AG und dem Frankfurter Unternehmen E. G. May Söhne hervorgegangene „lithografische Anstalt“ gehörte lange zu den größten deutschen Produzenten populärer Druckgrafik.

## Firmengeschichte

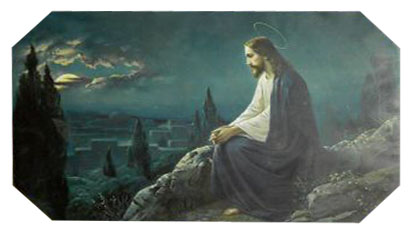
Untersbergers „Christus am Ölberg“, Verkaufsschlager der KAMAG ab 1917

Die KAMAG war von Anfang an ein Weltunternehmen, das in großem Maße außereuropäische Geschäfte betrieb. Dazu zählte unter anderem der Export von religiösem und profanem Wandschmuck nach Britisch-Indien, der nach dort angefertigten Originalvorlagen hergestellt wurde. Der Prokurist der Firma, Friedrich Diefenbach, war maßgeblich am Zustandekommen der Berner Übereinkunft zum Schutz von Werken der Literatur und Kunst beteiligt.
Nachdem das Unternehmen bereits versuchsweise ein Programm zur Herstellung großformatiger Wandbilder gestartet hatte, erwarb es 1914 Hans Zatzkas Bild „Elfenreigen“. Es wurde im so genannten Handtuchformat als Schlafzimmerbild verkauft. Zum Verkaufsschlager wurde 1917 Josef Untersbergers „Christus am Ölberg“. Im darauffolgenden Jahrzehnt kam es in der Branche zum regelrechten Konkurrenzkampf um den Artikel Schlafzimmerbild. Der härteste Konkurrent der KAMAG zu dieser Zeit war der Berliner Verlag Felix Freund. Adolf May versuchte vergeblich den Urheberrechtsschutz von Bildideen durchzusetzen und zog damit bis vor das Reichsgericht (siehe Hans Zatzka). Das Auslandsgeschäft wurde durch den Ersten Weltkrieg gehemmt, blühte aber wieder in der Zwischenkriegszeit.

Logo der Sartosdrucke

Ein Tochterunternehmen der KAMAG, Arthur Kolbe GmbH, bot aufwändige erotische Farbenlichtdrucke an, die nicht in das Verlagsprogramm des Mutterkonzerns passten. Die ab 1933 eingreifende nationalsozialistische Kunstpolitik beeinflusste das Warenangebot punktuell; mit Lichtdrucken im normalen Bildformat, den so genannten Sartosdrucken, brachte die Firma eine „qualitätvollere“ Serie heraus. Hier herrschte vor allem das Landschafts- und Kinderbild vor. Die alten Druckmaschinen der Firma Kolbe befinden sich in der Lichtdruckwerkstatt Dresden, einem Museum.
Nach dem Krieg verstaatlichte die sowjetische Zonenverwaltung die Produktionsstätten. Die früheren Inhaber und Hauptaktionäre sowie die führenden Mitarbeiter setzten sich in den Westen ab und verlegten 1949 den Firmensitz nach Fürth. In den 1960er Jahren lebten die Sartosserie und die „Kunstblätter“ wieder auf. Noch in den 1970er Jahren exportierte das Unternehmen „Heliochrom“-Schlafzimmerbilder außerhalb Mitteleuropas.
Das Unternehmen ist heute in Aschaffenburg ansässig.